# Coclois
Coclois ist eine französische Gemeinde mit 171 Einwohnern (Stand 1. Januar 2022) im Département Aube in der Region Grand Est; sie gehört zum Arrondissement Troyes und zum Kanton Arcis-sur-Aube.

## Geografie
Die Gemeinde liegt in der Champagne am Fluss Auzon; auf halber Strecke zwischen Paris und Nancy.

## Geschichte
Auf dem Gemeindegebiet verlief einst eine Römerstraße. Im Jahr 840 wurde die Gemeinde erstmals urkundlich erwähnt.

### Bevölkerungsentwicklung
| Jahr      | 1962 | 1968 | 1975 | 1982 | 1990 | 1999 | 2008 | 2016 |
| Einwohner | 158  | 125  | 127  | 122  | 123  | 143  | 181  | 177  |

## Sehenswürdigkeiten
- Schloss Coclois
- Kirche Saint-Maurice aus dem 16. Jahrhundert